# Nuugaatsiaq
Nuugaatsiaq (původně: Nûgâtsiaq) je téměř zaniklá osada v kraji Avannaata v severozápadním Grónsku. Nachází se na ostrově Qeqertarsuaq u východního pobřeží poloostrova Sigguup Nunaa, v povodí fjordu Uummannaq. V roce 2018 tu žilo 5 obyvatel.

## Tsunami
Dne 17. června 2017 byl Nuugaatsiaq, spolu s Illorsuitem zasažen tsunami, které bylo způsobeno zemětřesením a následným sesuvem půdy do nedalekého fjordu. Richterova stupnice zaznamenala stupeň zemětřesení 4.0. Jedenáct domů bylo zničeno, čtyři lidé zemřeli a devět bylo zraněno, z nichž dva byli těžce zraněni. Na následky tsunami byla osada téměř opuštěna, zůstalo zde pouze 5 lidí.

## Doprava
Air Greenland slouží obci jako součást vládní zakázky. Většina zboží je převážena vrtulníky z heliportu Nuugaatsiaq z Illorsuitu do Uummannaqu.

## Počet obyvatel
Počet obyvatel Nuugaatsiaqu klesl o více než 16% vzhledem k roku 2000, což oponuje obecnému trendu v regionu. V listopadu 2015 uvádí National Geographic, že v obci žilo asi 80 obyvatel, přičemž je mnoho domů v obci zchátralých. Od roku 2008 je počet obyvatel stabilní, a od roku 2012 počet obyvatel opětovně stoupá.